# António de Alcântara Machado
António Castilho de Alcântara Machado d'Oliveira (São Paulo, 25 de maio de 1901 – Rio de Janeiro, 14 de abril de 1935) foi um escritor modernista brasileiro. Segundo o professor e crítico literário João Ribeiro, "um dos maiores nomes da literatura contemporânea, na feição modernista que a caracteriza. Não é um exagero dizer que é um mestre sem embargo da sua florida juventude. É realmente um mestre na sua arte de observar e dizer. [...] O seu método experimental a que não escapa o menor traço psicológico é realmente fora do comum." Segundo Francisco de Assis Barbosa, "António de Alcântara Machado foi um escritor paulistano, da cidade de São Paulo, assim como Manuel Antônio de Almeida o foi do Rio de Janeiro."

## Biografia
António de Alcântara Machado nasceu na cidade de São Paulo numa "ilustre família, cujos troncos paterno e materno se enraízam nos primeiros tempos da colonização da capitania". Depois de estudar no Colégio Stafford e Ginásio São Bento, diplomou-se em Ciências Jurídicas e Sociais em 1923 pela Faculdade de Direito de São Paulo.  Não chegou a exercer a profissão de jurista, preferindo aos dezenove anos iniciar a carreira de jornalista, na qual chegou a ocupar interinamente, em fins de 1924, o cargo de redator-chefe do Jornal do Comércio.
Começou na literatura publicando, com apenas dezenove anos, ainda estudante, seu primeiro artigo de crítica literária, sobre a obra Vultos e Livros, de Arthur Motta, para esse jornal. Dali em diante, escreveu as críticas de peças de teatro desse jornal.
No ano de 1925, viajou à Europa, onde já estivera quando menino, "seguindo o clássico itinerário: Lisboa, Paris, Londres, Itália e Espanha", de onde se inspirou para escrever crônicas e reportagens que viriam a dar origem ao seu primeiro livro Pathé-Baby, primeiramente publicado em 1926, o qual recebeu um prefácio de Oswald de Andrade.
É interessante notar que, apesar de demonstrar traços marcadamente modernistas já desde essa primeira obra, composta de períodos curtos e rápidos de prosa urbana, o autor não havia participado da Semana de Arte Moderna de 1922.
A partir daí, escreveria diversos contos e crônicas modernistas, tomando parte, no ano de 1926, junto com Antônio Carlos Couto de Barros, na fundação da revista Terra Roxa e Outras Terras, também de viés modernista.
Uma de suas obras mais conhecidas é Brás, Bexiga e Barra Funda, uma coletânea de contos. Publicada em 1928, trata do cotidiano dos imigrantes italianos e dos ítalo-descendentes na cidade de São Paulo, expressando-se a narrativa numa linguagem livre, próxima da coloquial. Mostrava as impressões duma São Paulo imersa na experiência da imigração, que então vinha modificando os trejeitos da cidade.
Na primeira edição, o prefácio é substituído por um texto intitulado Artigo de fundo, disposto como que em colunas de página de jornal, onde se lê: "Este livro não nasceu livro: nasceu jornal. Estes contos não nasceram contos: nasceram notícias. E este prefácio portanto também não nasceu prefácio: nasceu artigo de fundo".
Por si só, tal introdução revela uma caraterística fundamental de sua obra: "a narrativa curta, a linguagem elíptica e cinematográfica, entrecortada e justaposta, como se fossem coladas cenas permeadas pela oralidade (reprodução de trejeitos, expressões e onomatopeias), possibilitavam uma comunicação fácil e direta com o público. Brás, Bexiga e Barra Funda revela ainda a preocupação em se descreverem os habitantes e os costumes das pessoas que habitavam os bairros periféricos da capital paulista, e, inadvertidamente, fez surgir um novo tipo de personagem na literatura brasileira: o ítalo-brasileiro.
Conforme supracitado, o livro é versado na vida urbana, em especial no espaço urbano de São Paulo, nos bairros dos imigrantes (em sua maioria italianos), como já indica o título, retratados na sua intimidade de todos os dias. O leitor é levado a reconhecer e se familiarizar com esses arrebaldes, dos quais se indicam os nomes e, por vezes, mesmo o número da casa ou do estabelecimento.
Para além dum reconhecimento geográfico, descrevem-se também séries de valores humanos presentes nesses moradores menos favorecidos, em se evidenciando as suas peculiaridades comportamentais, tanto na forma de ver o mundo, como na difícil condição de estrangeiros, assim como na expressão, ilustrada pelo uso do português numa variedade linguística estigmatizada, porque extremamente arraigada à gramática italiana, com influência no vocabulário e nas construções.
Isso nos é mostrado criticamente por um narrador observador, distanciado, que impinge as personagens com os seus próprios juízos; ou, alternativamente, por um narrador onisciente, que adentra os personagens para recuperar a história pela visão deles.
Constata-se, no livro, também a "importância dada à máquina e aos meios de transporte, vistos como símbolos do futuro e do progresso industrial",: para além de identificadores da cidade, funcionam como parte do enredo, por vezes servindo como inferência à posição social da personagem.
A narração compõe-se a partir da sucessão cronológica, onde simultaneidade, anterioridade e posterioridade desempenham um papel importante. A passagem do tempo é demonstrada por saltos ou lacunas entre as partes do conto.

## Alcântara e o Modernismo
Em 1928, após a publicação da coletânea, uniu-se a Oswald de Andrade para fundarem a Revista de Antropofagia. Alcântara Machado, juntamente com Raul Bopp, foi co-diretor da revista no período de maio de 1928 até a fevereiro de 1929, ano este no qual lançou outra obra, de título Laranja da China.
Com outros escritores do movimento, ele investia a favor da rutura, contra a Literatura dos valores estilísticos clássicos, com vistas a desconstruir as convenções, desmoralizar, evoluir e acabar com a cultura preestabelecida, com o estilo rebuscado que até então vogava dentre os literatos do Brasil.
Na sua prosa, caminhou pela senda da experimentação, aberta por Mário e Oswald de Andrade, ao fazer uso duma linguagem leve, bem-humorada e espontânea, altamente influenciada pelo seu passado de jornalista. Talvez tenha sido um dos primeiros brasileiros a usar o elemento gráfico como expressão literária aplicada à prosa de temas urbanos do cotidiano.
Juntou-se então, em 1931, com Mário de Andrade e dirigiram mais uma publicação, a Revista Nova. Nesse período de ebulição e transformações sociais e políticas, na época do chamado movimento constitucionalista, que, sucedendo à Revolução Paulista (1932), culminaria na elaboração da primeira constituição da República Nova em 1934, foi quando Alcântara ingressou na vida pública.
Como superintendente da Rádio Sociedade Record durante a Revolução Constitucionalista de 1932, foi um pioneiro no uso do rádio como instrumento de propaganda política.
Com a convocação da Assembleia Nacional Constituinte, no final de 1933, veio para o Rio de Janeiro dirigir os serviços da secretaria da bancada paulista. Continuou a exercer a carreira de crítico literário nessa cidade, escrevendo para os Diários Associados sobre os livros dos novos autores que surgiam. . Assumiu depois a direção do Diário da Noite. Promulgada a Constituição de 1934, candidatou-se ao cargo de deputado federal pelo Partido Constitucionalista de São Paulo. Eleito, nem sequer chegou a ser empossado, dadas complicações duma cirurgia do apêndice que resultariam no seu falecimento, na cidade do Rio de Janeiro, a 14 de Abril de 1935, deixando para trás, inacabado, o seu romance Mana Maria.
Seu corpo foi sepultado no túmulo da família no Cemitério da Consolação, em São Paulo. O pai, o escritor e jurista José de Alcântara Machado, que nunca se refez do forte abalo causado pela morte do filho, faleceu em 1941 e foi sepultado no mesmo túmulo.
Entretanto, as suas crônicas inéditas, desde as que não conseguiram integrar Pathé-Baby até às escritas no ano do seu óbito, encontram-se publicadas no póstumo Cavaquinho e Saxofone (solos), abrangendo quase dez anos do jornalismo literário do escritor (1926-35).

## Suas Obras
- Pathé-Baby (1926), crônica de viagem.
- "Anchieta na Capitania de São Vicente" (1928, Prêmio Capistrano de Abreu), monografia publicada na Revista do Instituto Histórico e Geográfico Brasileiro, tomo 105, volume 159, pp. 5–94. Pode ser acessada no site do referido Instituto.
- Brás, Bexiga e Barra Funda (1927), contos
- Laranja da China (1928), contos
- Mana Maria (1936), edição póstuma reunindo o romance inacabado de mesmo nome e contos esparsos, inéditos ou publicados anteriormente em revistas e jornais
- Cavaquinho e Saxofone (solos) (1940), edição póstuma, organizada por Sérgio Milliet e Cândido Mota Filho, reunindo crônicas e artigos jornalísticos
- Brás, Bexiga e Barra Funda e Laranja da China (1944), segunda edição, num único volume, dos dois livros de contos, com prefácio de Sérgio Milliet
- Novelas Paulistanas (1971), reunião da obra de ficção completa, incluindo os dois livros de contos, o romance inacabado e os contos avulsos. Organização e prefácios ("Nota da Editora" e "Nota sobre António de Alcântara Machado") de Francisco de Assis Barbosa, com ilustrações de Poty
- Prosa Preparatória e Cavaquinho e Saxofone (1983), nova compilação, ampliada, de textos jornalísticos, organizada por Cecília de Lara e Francisco de Assis Barbosa
- Palcos em Foco (2009), textos relacionados ao teatro coligidos por Cecília de Lara.

## Traduções
- Pathé-Baby, prefácio de Oswald de Andrade, estampas de Paim, tradução em francês, notas e posfácio de Antoine Chareyre, Paris, Editions Pétra, coleção "Voix d'ailleurs", 2013, 272p.
- Brás, Bexiga et Barra Funda (Informations de São Paulo), tradução em francês, notas, suplementos, bibliografia e posfácio de Antoine Chareyre, Paris, L'oncle d'Amérique, 2021, 252p.[9]